# سابوري
سابوري (باليابانية サプリ بمعنى "التسول؟") هي سلسلة مانغا جوسي يابانية من تأليف وتصميم ماري أوكازاكي. تم نشرها من قبل مجلة "فيل بونغ" الشهرية التابعة لدار النشر اليابانية لدار النشر شودينشا (Shodensha) من 8 أكتوبر 2003 إلى 7 نوفمبر 2009. تم ترجمة المانغا التي جمعت في سبعة مجلدات حتى الآن إلى اللغة الإنجليزية من قبل شركة النشر والتوزيع الأمريكية "طوكيوبوب" (Tokyopop) واللغة الفرنسية من قبل شركتي النشر والتوزيع أكاتا/ديلكورت واللغة البولندية من قبل شركة هانامي.
تم تحويل المانغا إلى سلسلة دراما يابانية جرى بثها في اليابان على تلفزيون فوجي في صيف عام 2006 من بطولة ميساكي إيتو وكاميناشي كازويا وميهو شيرايشي.

## القصة
تدور القصة حول "فوجي مينامي" فتاة عزباء بعمر 28 تعمل في شركة لتصميم الإعلانات وهي مهتمة جدا بعملها وتهمل في سبيله العديد من المشاعر الإنسانية أهمها الحب حتى انفصلت عن صديقها بسبب كثرة انشغالها بالعمل وإعطائه كل أولوياتها، لكن حياتها تبدأ بالتغير بعد وصول الموظف بدوام جزئي (إشيدا يويا) للعمل معها في نفس الشركة؛ لتبدأ مينامي بسرد الكثير من الأفكار المليئة بالشك والنقذ الذاتي .

## الممثلون
- كاميناشي كازويا في دور تشيدا يويا
- ايتو ميساكي في دور فوجي مينامي
- ايتا ميساكي في دور اوقيوارا ساتوشي
- شيرايشي ميهو في دور ايوقي يوكو
- كاميناشي كازويا

## أغاني الدراما
- أغنية المقدمة «يو» لـ كاتون
- أغنية النهاية «ريل فويس» لـ اياكا
- الخلفية الموسيقية «أيام زرقاء» لـ اياكا

## بعد العرض
نسبة المشاهدة
- الحلقة الأولى: 17.9%
- الحلقة الثانية: 13.0%
- الحلقة الثالثة: 14.4%
- الحلقة الرابعة: 12.2%
- الحلقة الخامسة: 13.9%
- الحلقة السادسة: 12.7%
- الحلقة السابعة: 14.4%
- الحلقة الثامنة: 16.3%
- الحلقة التاسعة: 13.8%
- الحلقة العاشرة: 12.7%
- الحلقة الحادية عشر: 15.3%
- متوسط نسبة المشاهدة: 14.24%

## معلومات
1. ↑  تم تحويل السلسلة إلى مسلسل من عدد نوفمبر 2003،[4] الذي نُشر في 8 أكتوبر.[5]

## وصلات خارجية
- سابوري على موقع IMDb (الإنجليزية)
- سابوري على موقع كينوبويسك (الروسية)
- سابوري على موقع ألو سيني (الفرنسية)
- سابوري على موقع قاعدة بيانات الفيلم (الإنجليزية)
- سابوري على موقع ANN manga (الإنجليزية)